# 덴질 더글라스

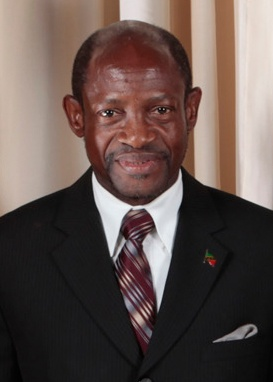

덴질 더글라스(영어: Denzil Douglas, 1953년 1월 14일~)는 세인트키츠 네비스의 정치인이다. 1989년부터 2021년까지 세인트키츠 네비스 노동당의 당수였으며 1995년부터 2015년까지 세인트키츠 네비스의 총리직을 지냈다.